# Carved in Stone (Shadow Gallery)
Carved in Stone è il secondo album della band progressive metal Shadow Gallery, pubblicato nel 1995.

## Tracce
1. Cliffhanger – 8:41
2. Interlude #1 – 0:40
3. Crystalline Dream – 5:44
4. Interlude #2 – 0:43
5. Don't Ever Cry Just Remember – 6:29
6. Interlude #3 – 1:03
7. Warcry – 5:59
8. Celtic Princess – 2:05
9. Deeper Than Life – 4:32
10. Interlude #4 – 0:18
11. Alaska – 5:18
12. Interlude #5 – 0:18
13. Ghostship – 19:84
14. TG94 (Thanks Giving 1994) (traccia nascosta) – 7:24

## Formazione
- Carl Cadden-James - basso, voce, flauto
- Brendt Allman - chitarra, voce
- Chris Ingles - pianoforte, sintetizzatori
- Mike Baker - voce (lead)
- Gary Wehrkamp - pianoforte, chitarra, sintetizzatori, voce
- Kevin Soffera - batteria